# Gettorf
Gettorf (dänisch: Gettorp, plattdeutsch: Cheddörp, Geddörp) ist eine Gemeinde im Kreis Rendsburg-Eckernförde. Überregional bekannt ist die Gemeinde vor allem durch den im Ort ansässigen Tierpark Gettorf.

## Geographie

### Geographische Lage
Das Gemeindegebiet von Gettorf erstreckt sich im Landschaftsbereich des Naturraums Schwansen, Dänischer Wohld, auf der letztgenannten Halbinsel zwischen Kieler Förde und Eckernförder Bucht, einem Teilraum des schleswig-holsteinischen Hügellandes.

### Ortsteile
Neben dem namenstiftenden Hauptort sind Duxmoor sowie Ravenshorst (beides Einzelsiedlungen), die Häusersiedlung Silkendiek und die Hofsiedlung Niendamm weitere Wohnplätze im Gemeindegebiet.

### Nachbargemeinden
Unmittelbar angrenzende Nachbargemeinden von Gettorf sind:
| Neudorf-Bornstein |                                             | Osdorf, Felm |
| Lindau            | Kompassrose, die auf Nachbargemeinden zeigt |              |
|                   | Tüttendorf                                  |              |

## Geschichte
Gettorf wurde wahrscheinlich zwischen 1190 und 1220 von jütischen und sächsischen Siedlern gegründet. Seine Entstehung hat der Ort den zunehmenden Rodungen des Jarnwith und seiner geografischen Lage zu verdanken. Er liegt etwa ½ alte Meile nördlich der damaligen Landenge zwischen der alten Levensau und der Eider und wird durch einen Neben-Heerweg nach Norden durchschnitten. Erstmals wurde Gettorf 1259 als Ghetdorpe schriftlich erwähnt.
1876 erhielt Gettorf das Recht der kommunalen Selbstverwaltung und bildete somit ab 1889 einen Eigenamtsbezirk. Der Ort hatte damals 1221 Einwohner.
Von 1918 bis 1922 war der Bahnhof Gettorf Ausgangspunkt der militärisch genutzten Bahnstrecke Gettorf–Stohl und von 1925 bis 1932 eines Güterbahnverkehrs der Eisenbahngenossenschaft Dänischer Wohld zum Gut Neu-Bülk. Von Stohl (heute Gemeinde Schwedeneck) nach Marienfelde (heute Gemeinde Strande) verkehrte eine 600-mm-Schmalspurbahn. Diese Heeresfeldbahn versorgte die Geschütze von Marienfelde mit Munition und wurde in Zusammenhang mit dem Kieler Hafen benötigt.
Ab 1948 bildeten die Gemeinden Gettorf, Lindau und Neudorf-Bornstein das Amt Gettorf. Mit der Kreis- und Ämterreform von 1970 kommt Gettorf vom Kreis Eckernförde zum Kreis Rendsburg-Eckernförde. Dabei kommt die Gemeinde Lindau zum Amt Dänischer Wohld. Zum 1. Januar 1979 wird das Amt aufgelöst und Gettorf wird amtsfreie Gemeinde. Neudorf-Bornstein kommt zum Amt Dänischer Wohld. Im Zuge der Verwaltungsstrukturreform in Schleswig-Holstein trat die Gemeinde Gettorf am 1. Januar 2008 dem Amt Dänischer Wohld bei, dessen Amtssitz sie schon vorher war.

## Politik

### Gemeindevertretung
Bei der Kommunalwahl am 14. Mai 2023 wurden insgesamt 22 Sitze vergeben. Die CDU erhielt zehn Sitze, die Grünen und die SPD je vier Sitze, und die FDP und der SSW je zwei Sitze.

### Wappen
Blasonierung: „In Blau ein gewellter goldener Berg, davor ein roter spätgotischer Kirchturm mit achtseitigem silbernen Helm. Beiderseits desselben je ein schwebender, bewurzelter silberner Eichbaum.“

### Partnerschaften
- Mecklenburg-Vorpommern Marlow in Mecklenburg-Vorpommern (seit 1991)

## Wirtschaft und Infrastruktur

### Wirtschaftsstruktur
Die Gemeinde Gettorf ist der zweitgrößte Ort auf der Halbinsel und verfügt mit seinen Schulen, öffentlichen Einrichtungen und Gewerbebetrieben die Funktion eines Unterzentrums.
Die Wirtschaft Gettorfs ist durch kleine Handwerks- und mittelständische Dienstleistungs- und Gewerbebetriebe geprägt, die große Bedeutung für die Versorgung des Umlandes übernommen haben. Die Landwirtschaft spielt eine nicht unbedeutende Rolle. Ein großer Teil der erwerbstätigen Einwohner ist in den Nachbarstädten Kiel, Eckernförde und Rendsburg beschäftigt oder muss als Pendler noch weitere Wege zum Arbeitsplatz zurücklegen.

### Verkehr

#### Straßenverkehr
Gettorf ist durch eine 2004 fertiggestellte Ortsumgehung der Bundesstraße 76 an das überregionale Straßennetz angebunden. Ab Gettorf ist die Trasse in Richtung Kiel autobahnähnlich ausgebaut.

#### Schienenverkehr

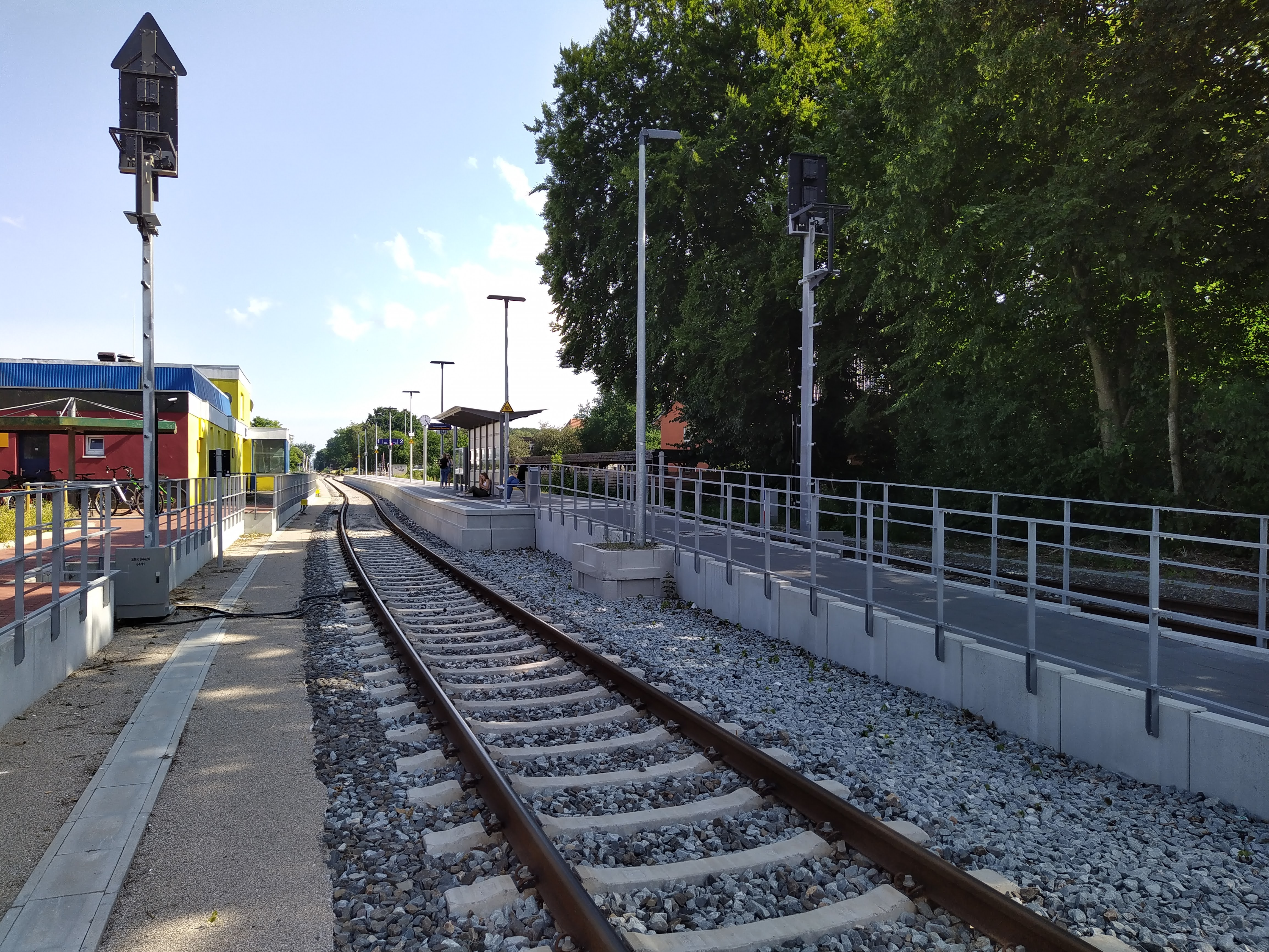
Bahnhof Gettorf (nach dem Ausbau des Mittelbahnsteigs im Oktober 2020)

Gettorf hat seit 1881 einen Bahnhof an der Strecke aus Flensburg, wodurch über Kiel Hauptbahnhof Anschlüsse zu weiteren Zielen bestehen. Auf dem Bahnhofsvorplatz gibt es einen Busbahnhof. Im Rahmen des Projektes der S-Bahn Kiel, die nach 2030 realisiert werden könnte, ist der Bau eines zusätzlichen Haltepunktes in Gettorf-Süd geplant.

## Kultur und Sehenswürdigkeiten

### Kulturdenkmale
In der Liste der Kulturdenkmale in Gettorf stehen die in der Denkmalliste des Landes Schleswig-Holstein eingetragenen Kulturdenkmale, darunter die Kirche St. Jürgen, die Gettorfer Mühle und verschiedene Wohnhäuser.

### Bauwerke
Im Zentrum des Ortes steht die mittelalterliche Kirche St. Jürgen. Mit ihrem Bau wurde bereits vor 1250 begonnen. Die Vollendung erfolgte gegen 1494 mit der Errichtung eines 64 m hohen Kirchturms. Der Kirchturm war zu Zeiten des Deutsch-Dänischen Krieges von 1864 von strategischer Bedeutung als Beobachtungsposten. Auf ihm wurde hierfür eine mehrere Meter hohe Holzkonstruktion errichtet.
In der Fußgängerzone am Alexanderplatz erinnert eine kleine Teufelsstatue an eine alte Legende, nach der der Teufel einen Felsen, den Teufelsstein, auf den Kirchturm warf, der von Gott abgelenkt wurde und so den Turm nur streifte, weshalb dieser heute leicht schief steht. Dieser Teufelsstein oder Düvelstein, bei dem es sich um den größten Findling Schleswig-Holsteins handelt, ist außerhalb Gettorfs in der Gemeinde Lindau an der Straße zwischen Revensdorf und Großkönigsförde zu finden.

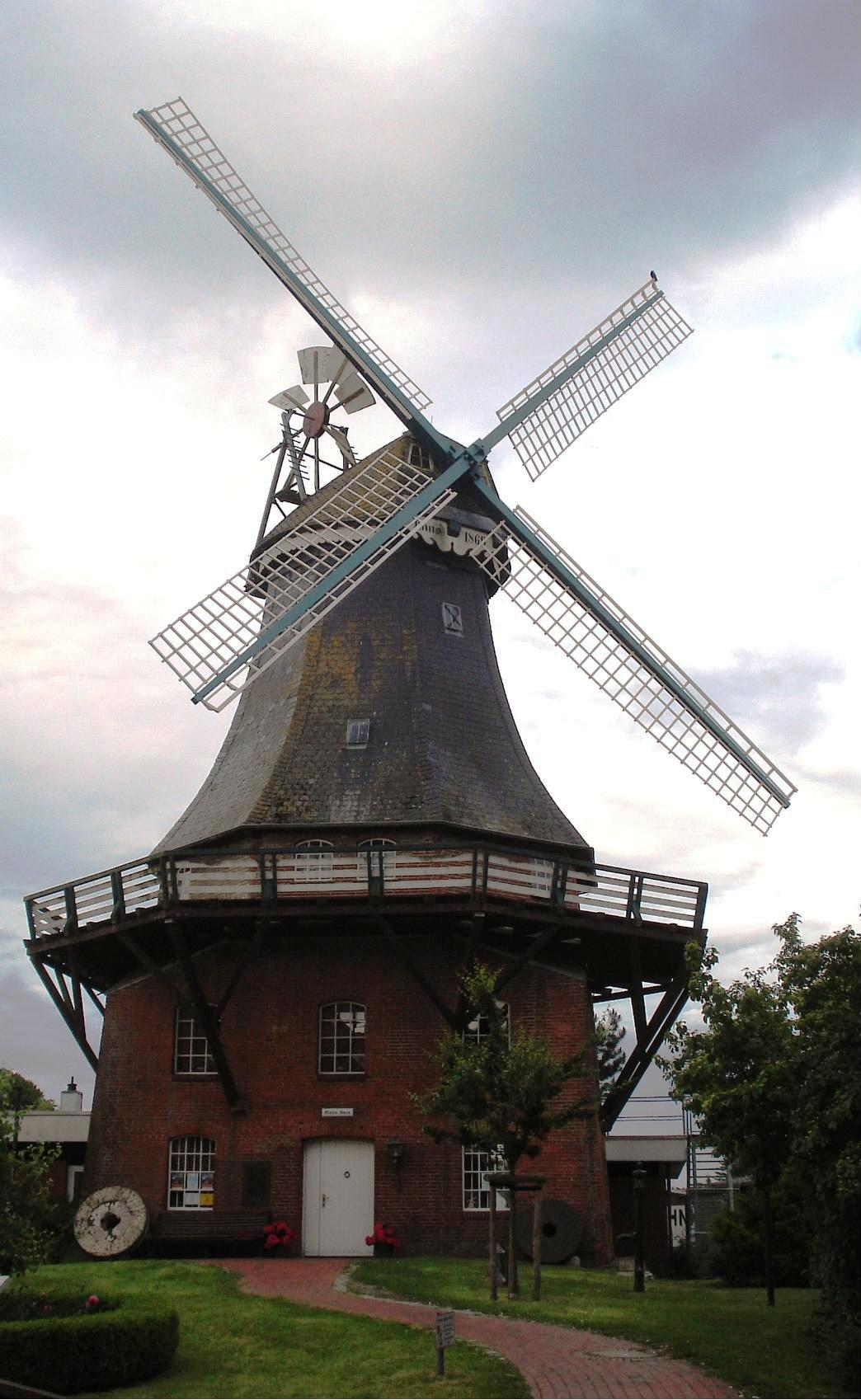
Die Gettorfer Mühle

In Gettorf steht die 1869 erbaute Gettorfer Mühle – eine Windmühle, die heute Sitz der örtlichen Bücherei ist. Die Mühle wird vom Standesamt Dänischer Wohld zudem als Hochzeitsmühle genutzt und bietet im dortigen Trauzimmer 50 Gästen Platz. An das Gelände der Mühle grenzen das Heimatmuseum sowie das Rathaus.
Die Gemeinde ist überregional bekannt durch den rein privatwirtschaftlich betriebenen Tierpark Gettorf. Er ist insbesondere für seinen Artenschwerpunkt bei den Primaten und seit 2010 auch das hier befindliche Verrückte Haus bekannt.

### Sport
Seit sich 1948 die Fußballer nicht mehr als Turner bezeichnen lassen wollten, gibt es in Gettorf mit dem Gettorfer Turnverein (GTV) und dem Gettorfer Sportclub (GSC) zwei große Sportvereine, die durch die Sparten Speedskaten, Badminton und Floorball national bekannt sind. Die Fußballer des GSC spielen mit ihrer ersten Herrenmannschaft in der Landesliga Schleswig. Der Gettorfer TV organisiert mit dem Stiftungsfest im November ein wichtiges gesellschaftliches Ereignis und mit dem Gettorf-Lauf im Juni das größte sportliche Event im Dänischen Wohld. 2004 hat sich der Tennisclub Gettorf vom Gettorfer Turnverein gelöst und besteht als eigenständiger Verein mit über 300 Mitgliedern. Die erste Herrenmannschaft war bis 2007 in der Landesliga aktiv. In der Sommersaison 2023 traten mit den Damen 40 und den Herren 40 zwei Mannschaften in der Schleswig-Holstein-Liga an. Der 1. Herren 40 gelang es bis heute, diese Liga zu halten. Der 1. Gettorfer Bowling Club von 1973 war wiederholt auf nationaler Ebene erfolgreich, stellte mehrere Jugend- und Juniorennationalkader und war bei Europameisterschaften vertreten. Ebenfalls zum Gettorfer Sportangebot gehört der 1. Gettorfer Bowling Verein von 1979. Die erste Herrenmannschaft vertrat Gettorf mehrere Jahre in der 2. Bundesliga Nord. Der Gettorfer Schützenverein von 1958 (GSV) mit seiner gepachteten Schießsportanlage im Bürgerpark konnte mehrmals den Landeskönigstitel und Meisterschaften auf Landes-, Bezirks- oder Kreisebene erringen. Im Sommer 2017 wurde der neue Sportpark der Gemeinde Gettorf eröffnet. Dieser gehört zu den modernsten Sportanlagen Schleswig-Holsteins, da er u. a. über beheizte Kunstrasenplätze sowie eine 200 Meter lange Speedskaterbahn verfügt.

## Persönlichkeiten
- Helma Heynsen-Jahn (1874–1925), in Gettorf geboren, Porträtmalerin in den USA
- Fro Harmsen (* 1904),  in Gettorf geboren, Kapitän zur See
- Johann Schmidt (1907–1981), in Gettorf geborener evangelisch-lutherischer Pastor, Oberlandeskirchenrat
- Meggy Hussong (* 2007), Kinderdarstellerin, lebt in Gettorf